# Cerovec pod Bočem
Cerovec pod Bočem – wieś w Słowenii, w gminie Rogaška Slatina. W 2002 roku zamieszkiwana była przez 320 osób.

## Mapy
- Położenie na mapach Najdi.si